# バリー・サンドラー
バリー・サンドラー（Barry Sandler、1947年2月23日 - ）はアメリカ合衆国の映画脚本家・映画プロデューサー。ニューヨーク州バッファロー生まれ。
彼の活動は数十年にわたっているが、1980年代が最も目立った活躍を行っている。ゲイであることに対してオープンであり、代表作にはハリウッドでの同性愛とカミングアウトを描いた『メーキング・ラブ』などがある。
1995年のドキュメンタリー映画『セルロイド・クローゼット』においてサンドラーは『メーキング・ラブ』について言及している。
セントラルフロリダ大学で脚本を教えており、ロサンゼルスで開かれるゲイとレズビアンの映画祭「Outfest」の美術監督も務めている。
2002年度の Outfest Gay Pioneer Award for Courage and Artistry と GLAAD Media Award を受賞しており、アドボケート誌は彼を「アメリカ合衆国でもっとも影響力のあるゲイの芸術家」と評した。

## 携わった作品

### 脚本
- Evil Never Dies - 2003
- ミッドナイトチェイサー All-American Murder - 1992
- クライム・オブ・パッション Crimes of Passion - 1984
- 地中海殺人事件 Evil Under the Sun - 1982 (クレジットなし)
- メーキング・ラブ Making Love - 1982
- クリスタル殺人事件 The Mirror Crack'd - 1980
- 真夜中は別の顔 The Other Side of Midnight - 1977 (クレジットなし)
- イカサマ貴婦人とうぬぼれ詐欺師 The Duchess and the Dirtwater Fox - 1976
- 面影 Gable and Lombard - 1976
- カンサス・シティの爆弾娘 Kansas City Bomber - 1972
- The Loners - 1972

### プロデュース
- All-American Murder - 1992 (共同制作者)
- Crimes of Passion - 1984
- Making Love - 1982 (associate producer)